# Peace, Death! 2
Peace, Death! 2 — компьютерная игра в жанре аркады, разработанная российской игровой студией Azamatika для устройств под управлением Windows, Android и iOS. Является продолжением игры Peace, Death!. Выпуск версии для Windows состоялся 7 октября 2021 года. 23 ноября того же года Peace, Death! 2 была выпущена для Android, а уже в следующем месяце, 11 декабря, и для iOS.

## История
7 октября 2021 года Peace, Death! 2 стала доступной для Windows. Azamatika объявила, что в скором времени будет выпущена и версия для мобильных устройств, но точной даты не раскрыла. Несколько дней спустя, 12 октября, была запущена предварительная регистрация для Android. По словам разработчика, предварительной регистрации для iOS открыто не было из-за того, что в App Store каждый баг проходит более длительную модерацию, чем в Google Play.

## Игровой процесс
Протагонист Peace, Death! 2 — Жнец — выполняет работу по распределению погибших в рай, ад либо чистилище, открывающееся после прохождения первого рабочего дня. В отличие от первой части Peace, Death!, перед главным героем за раз предстаёт не один клиент, а шесть, каждый из которых несёт за собой перечень грехов, благодеяний и интересов. Временами игрок будет сталкиваться с катастрофами, во время которых он должен за короткий отрезок времени распределить клиентов. В остальном по времени Жнец не ограничен. Направление следующего умершего предопределяется системой. Как и в Peace, Death!, количество клиентов и их признаков будет расти с каждым рабочим днём.
После выполнения уровней игрок повышает свою репутацию Профсоюза и получает деньги, которые он может потратить на обустройство своей корпоративной квартиры.

## Сюжет
Как и в первой части, игра начинается с того, что у Жнеца возникает желание поесть. Сойдя с автобуса, он направляется к автомату с едой, однако у него не оказывается средств при себе. Чуть поодаль он обнаруживает стойку с уведомлением о наличии работы в Профсоюзе жнецов и в итоге устраивается на данную работу Распределителем. Задача Жнеца — подняться вверх по карьерной лестнице, став главой Профсоюза, для чего нужно корректно распределять усопших в рай, ад или чистилище, а также, дабы заручиться поддержкой как всадников Апокалипсиса: Смерти, Голода, Войны и Чумы, так и других работников Профсоюза, ему нужно время от времени выполнять их задания. Концовкой игры является занятие Жнецом должности главы Профсоюза.

## Реакция
Михаил Казачкин, рецензент веб-сайта iXBT Games, отметил низкую стоимость Peace, Death! 2, которую она «отрабатывает с лихвой», выделив плюсы и минусы игры: к плюсам он отнёс возможность игры «привести мозги в тонус», «отличное» сочетание игрового процесса и сеттинга, забавную обстановку игры, хорошее чувство юмора и дополнительный контент, повышающий мотивацию «играть максимально чисто»; отрицательными чертами игры Михаил посчитал мелкие детали игры, которые создают напряжение на глаза при длительном игровом сеансе на смартфоне, а также однотипное музыкальное сопровождение в игровой сессии.

## Приквел
Приквелом Peace, Death! 2 является Peace, Death!. Её релиз для Windows состоялся 24 марта 2017 года, для Android и iOS — 23 октября того же года, а для Nintendo Switch — 21 ноября 2018 года. Разработчиком выступила Azamatika. Как и во второй части игры, протагонистом выступает Жнец, которому нужно заработать денег на еду, однако здесь он устраивается работать в корпорацию «Апокалипсис».